# سسنا جی‌سی-۱
سسنا جی‌سی-۱ (به انگلیسی: Cessna GC-1) یک هواگرد ساختِ کارخانهٔ سسنا در کشور ایالات متحده آمریکا است .